# سین (خدای ماه)
سین (‎/ˈsiːn/‎) یا سوئن (اکدی: 𒀭𒂗𒍪، dEN.ZU) که به نانا (سومری: 𒀭𒋀𒆠 DŠEŠ.KI, DNANNA) نیز مشهور است، خدای بین‌النهرینی و نماد ماه بود. این دو نام از دو زبان متفاوت ریشه گرفتند (به ترتیب اکدی و سومری)؛ با این وجود، از دوره دودمان نخستین بین‌النهرین به جای یکدیگر برای اشاره به یک خدا استفاده می‌شدند. گاهی به صورت اسم دوگانهٔ نانا-سوئن ترکیب می‌شدند. سومین نام رایج که گواهی شده دیلیمبابار (𒀭𒀸𒁽𒌓) است.

## نام‌ها
توافق بر این است که دو نام اصلی خدای ماه از دو زبان متفاوت ریشه گرفته‌اند (به ترتیب سومری و اکدی). با این وجود، نمی‌توان بین آنها به عنوان نام‌های خدایان جداگانه تمایز قائل شد (از زمانی بسیار اولیه با هم ادغام شده بودند).

### نانا
ریشه‌شناسی دقیق نام نانا ناشناخته است؛ با این حال، توافق بر این است که ساختار آن اضافی نیست.

### سین
در زبان اکدی، خدای ماه سین (Sîn) یا سوئن (Su’en) نامیده می‌شد.

### دیلیمبابار
در کنار سین و نانا، بهترین نام گواهی‌شده برای خدای ماه، dAŠ-im4-babbar (𒀭𒀸𒁽𒌓) است.

## شخصیت
سین را هم خدایی انسان‌انگار که نماد ماه است و نیز به عنوان خود جسم سماوی در نظر می‌گرفتند.

## اساطیر

### حماسه گیلگمش
در نسخه «بابلی معیار» حماسه گیلگمش، برخی از اشیای قبر که برای انکیدوی درگذشته در نظر گرفته شده، به سین تقدیم شده، که در این قسمت به نام نامرصیت به او اشاره شده است. به گفته اندرو آر. جورج، این موضوع ممکن است منعکس‌کننده این باور باشد که او مردگان را در زمانی که در آسمان دیده نمی‌شود همراهی می‌کند. قطعه‌ای که در بخش بعدی حماسه به خوبی حفظ نشده است، به سرگردانی گیلگمش در بیابان و سوگواری انکیدو می‌پردازد، ممکن است کردار قهرمان را توصیف کند که دو شیر را می‌کشد و آنها را به سین در معبدی که به او اختصاص داده شده تقدیم می‌کند، شاید پس از اطمینان دادن خدای ماه در خواب به او.
سین همچنین در لوح XII نسخه معیار حماسه، اقتباس اکدی از بیلگمس، انکیدو و جهان زیرین ذکر شده است که روایت جداگانه‌ای را تشکیل می‌دهد. هنگامی که انکیدو در جهان اموات زندانی می‌شود، گیلگمش به سین، انلیل و ائا التماس می‌کند تا به او کمک کنند تا همراهش را دوباره ببیند، اما دو خدای اول از این کار امتناع می‌کنند.
گونه‌ای غیرمعمول از حماسه گیلگمش نام قهرمان نام‌بخش و انکیدو را با لوگوگرام‌هایی جایگزین می‌کند که معمولاً برای نشان دادن سین و ائا، d30 and d40، استفاده می‌شود. علاوه بر این، اور به جای اوروک به کار رفته است. دلایل پشت این امر نامشخص است، زیرا یافتن شباهت بین شخصیت‌های سین و ائا و قهرمانان حماسه گیلگمش دشوار است. تنها لوح شناخته شده در مقطعی بین پایان دوره بابلی باستان و آغاز دوره بابلی میانه، احتمالاً در پادشاهی دریا-زمین، رونوشت شده است. بخش‌های بازمانده مربوط به بخشی از حماسه است که به «متمدن شدن انکیدو» می‌پردازد.

## واژگان
1. ↑  Early Dynastic Period (Mesopotamia)